# Підгаєцький повіт (Австро-Угорщина)
Підгаєцький повіт — адміністративна одиниця коронного краю Королівство Галичини та Володимирії у складі Австро-Угорщини (до 1867 року назва держави — Австрійська імперія). Повіт існував у період з 1854 до 1918 року.

## 1854–1867
1854 року була проведена адміністративна реформа, згідно з якою у складі Королівства Галичини та Володимирії були утворені повіти.
Статистика:
Площа — 10,47 географічних миль² (~577 км²).
Населення — 33020 осіб (1866).
Кількість будинків — 5007 (1866).
Староста (Bezirk Vorsteher): Ойґен Шіллер фон Шільденфельд (Eugen Schiller von Schildenfeld) (1866)
Громади (гміни): Бекерсдорф, Білокриниця, Бриків, Доброводи, Гниловоди, Галич, Голгоча, Горожанка, Яблунівка, Юстинівка, Кожова, Котушів, Литвинів, Лиса, Маркова, Мозолівка, Михайлівка, Мужилів, Носів, Новосілка, Підгайці, Рудники, Середнє, Сільце, Старе Місто, Швейків, Товстобаби, Угринів, Вербів, Волиця, Волощина, Загайці, Заставче, Затурин, Завадівка, Завалів.

## 1867–1918
1867 року були скасовані округи, а повіти реорганізовані: частина зникла, а частина збільшилася за рахунок інших. Борщівський повіт залишився і після реформи.
До його складу увійшла територія Підгаєцького повіту, 5 гмін Козівського повіту (Маловоди, Щепанів, Соснів з Тудинкою, Теляче, Вівся), 6 гмін Бурштинського повіту (Боків, Дрищів, Гнильче і Пановичі, Слов'ятин, Шумляни, Бишів) та 6 гмін Золотниківського повіту (Росоховатець, Іжків, Багатківці, Семиківці, Бенева, Раковець).
Староста: Александр Яніцький (пол. Alexander Janicki) (1867)